# Statue équestre d'Arthur III de Bretagne
Le Monument au connétable de Richemont est une statue équestre en bronze réalisée par le sculpteur Arthur Le Duc.
Daté de 1903 et inauguré en 1905 au centre de la place Maurice Marchais, en face de l'hôtel de ville de Vannes dans le Morbihan en France, il rend hommage à Arthur III de Bretagne.

## Histoire
Son déboulonnement et sa fonte sont envisagés sous le régime de Vichy, dans le cadre de la mobilisation des métaux non ferreux. Elle est retirée de la liste des statues en bronze sacrifiées, car elle représente un adversaire des Anglais. D'autres statues en bronze ont également été épargnées, grâce au même argument :  la Statue de du Guesclin à Caen et le monument commémoratif de la bataille de Formigny, toutes deux réalisée par le même artiste, ainsi que celle de Napoléon Ier à Cherbourg, réalisée par Armand Le Véel.

Détails du monument
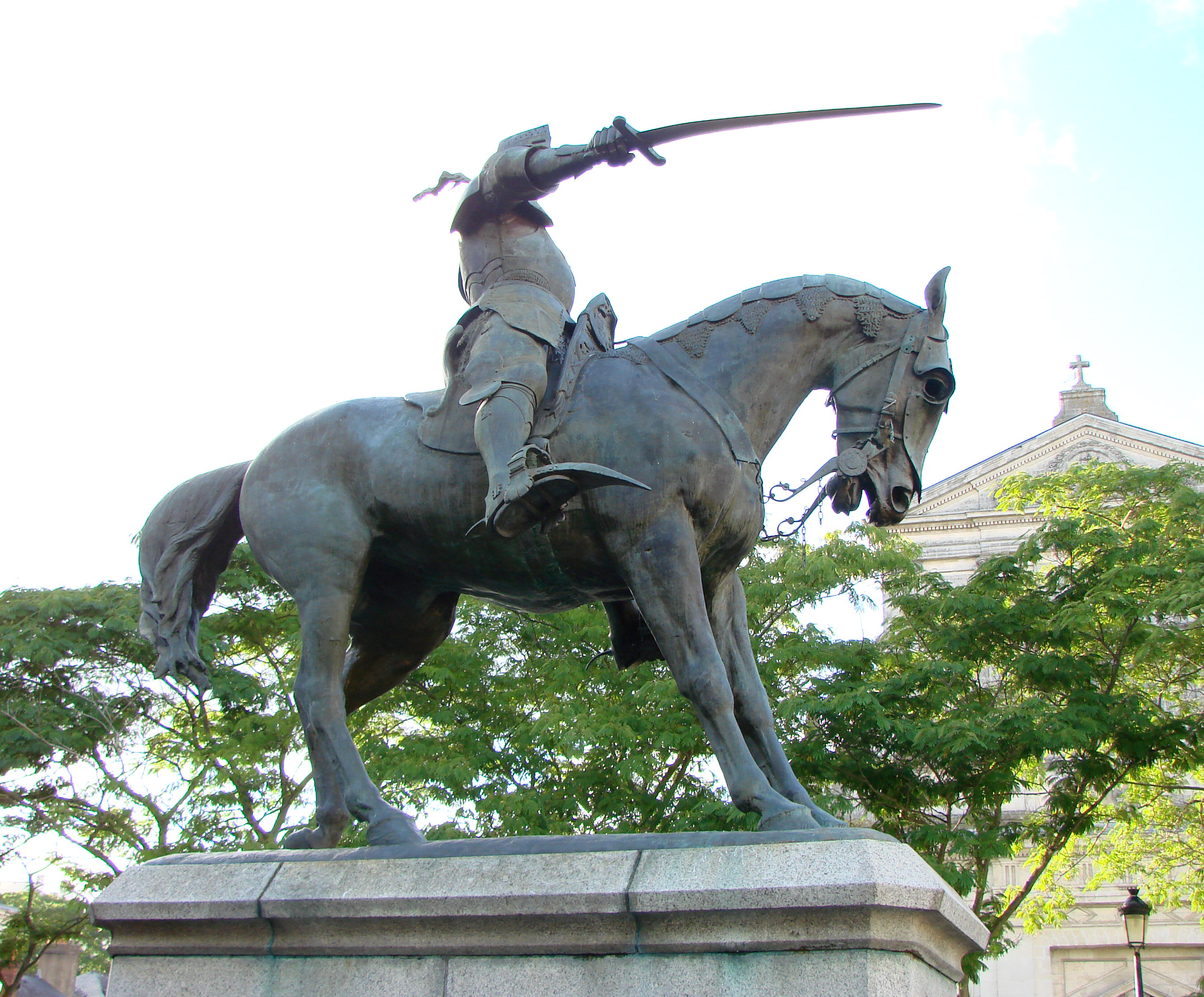
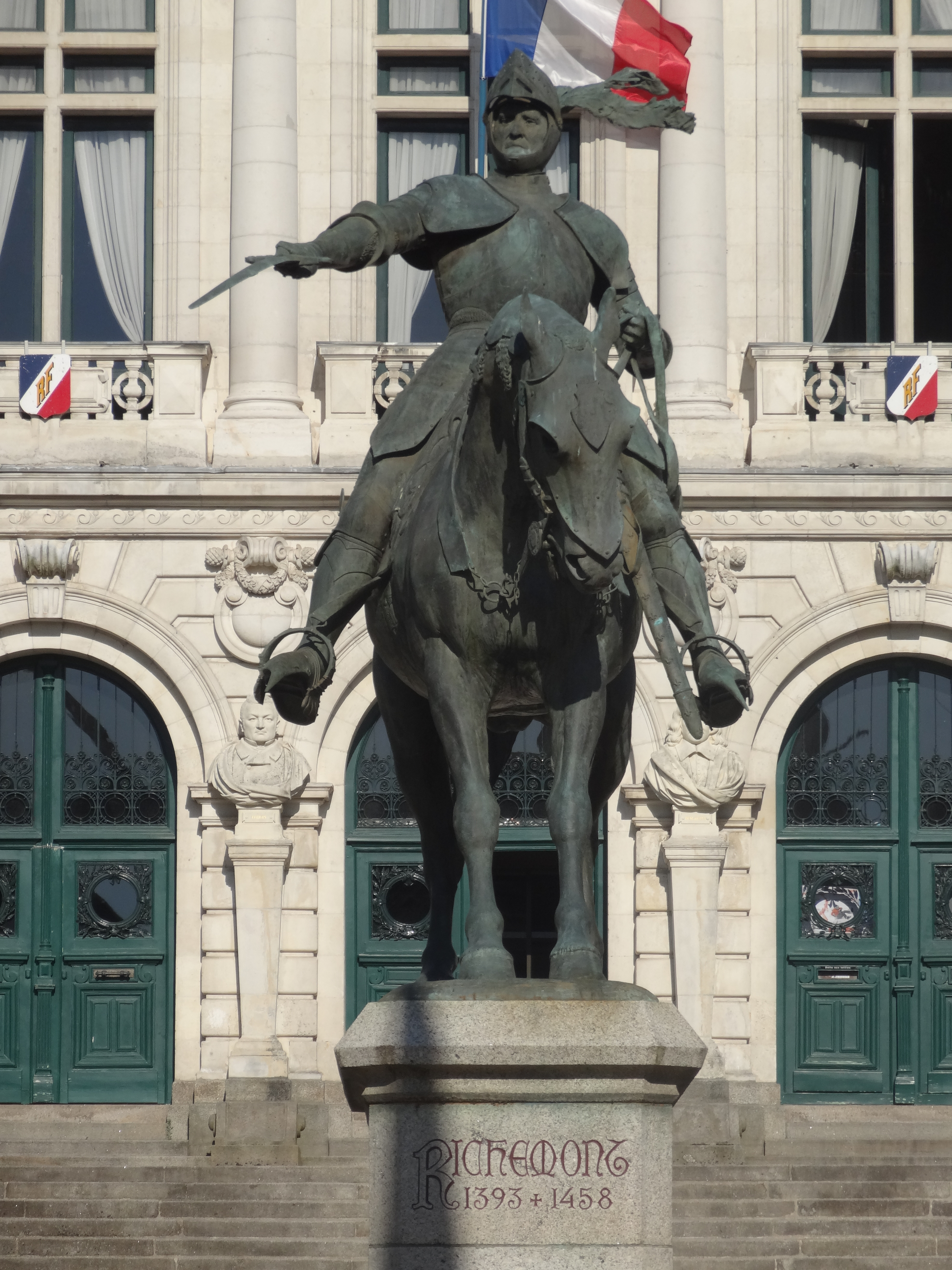
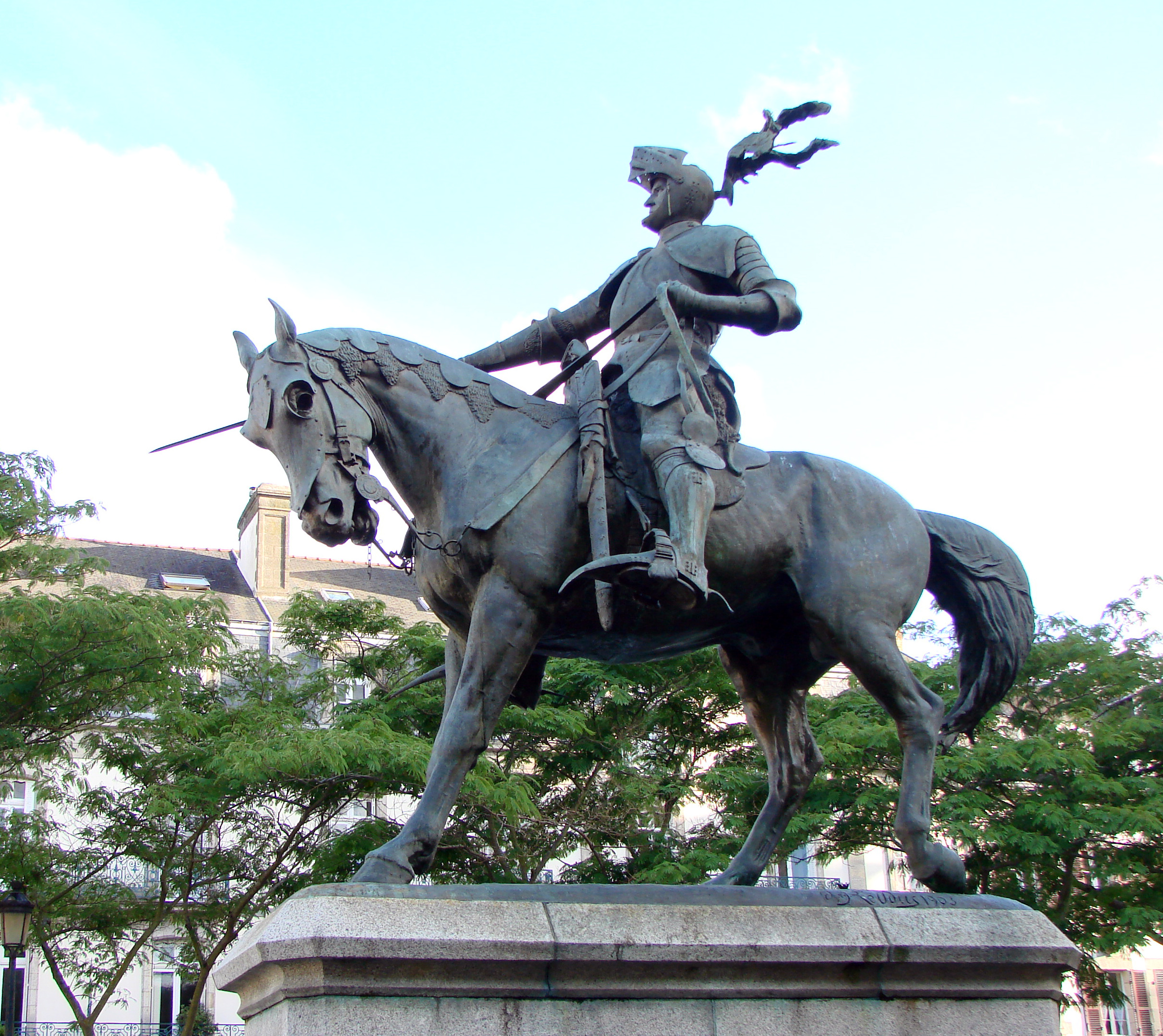